# Pion (mécanique)
Pour les articles homonymes, voir Pion.
Un pion est une pièce mécanique saillante permettant le positionnement respectif des deux faces d'un assemblage. Il contribue également à la reprise des efforts de cisaillement (efforts exercés parallèlement au plan de l'interface).
Le pion est généralement un cylindre terminé par une partie tronconique permettant de guider son introduction dans le logement aménagé dans la face en vis-à-vis. Une pièce cylindrique de même fonction mais de diamètre grand devant sa hauteur est appelée « macaron ».
Un assemblage plan sur plan nécessite deux pions :
- le pion de centrage, disposé dans un logement cylindrique, assure l'alignement des normales au plan de pose attachées respectivement au pion et à son logement (le centrage) ; il reprend les charges dans les deux directions du plan d'assemblage ;
- le pion de positionnement (ou locating), disposé dans un logement oblong orienté vers le pion de centrage, achève le positionnement en verrouillant la rotation autour du pion de centrage ; il ne reprend les charges que dans la direction (du plan d'assemblage) perpendiculaire à l'axe passant par les deux pions.

On appelle pion de cisaillement ou goupille, un pion monté ajusté dans une liaison avec pour fonction d'en reprendre les charges de cisaillement. Dans une liaison vissée, il permet de dispenser les vis de cette fonction (à laquelle elles sont mal adaptées) et d'éviter le glissement et donc l'usure de la liaison.